# سرتخت (شاهرود)
سرتخت یک روستا در ایران است که در دهستان طرود شهرستان شاهرود واقع شده‌است. سرتخت ۸۳ نفر جمعیت دارد.